# RTI Televisión
RTI Televisión es una ex programadora y una productora de televisión colombiana.

## Historia
RTI Televisión fue fundada el 17 de marzo de 1963 por Fernando Gómez Agudelo y Fernando Restrepo Suárez en la que la llamó en un principio bajo el nombre FGA Televisión que son las iniciales de Fernando Gómez Agudelo, siendo la segunda programadora de televisión colombiana después de Producciones PUNCH.
Durante los años 1960, RTI Televisión se incursiona con los informativos como el Noticiero Suramericana y transmitiendo los hechos como las elecciones presidenciales de Colombia de 1966 y la llegada del hombre a la Luna en 1969. Para la época, RTI Televisión trae la era del vídeo a la televisión colombiana permitiéndole transmitir programas como Plaza Sésamo y El buen salvaje que es un melodrama de Eduardo Caballero Calderón.
A inicios de los años 1970, RTI Televisión se destacaba al transmitir los eventos deportivos como los Juegos Nacionales de Ibagué y los VI Juegos Panamericanos de 1971 con sede en Cali. Además, RTI Televisión trae las producciones como María, adaptación de la novela homónima de Jorge Isaacs y siendo igualmente una de las primeras programadoras en transmitir en color programas como Civilización, original de la BBC; La mala hora, primera telenovela del futuro nobel Gabriel García Márquez; Enviado especial, programa periodístico a cargo Germán Castro Caycedo; la miniserie Raíces y Yo, Claudio. A su vez RTI Televisión transmite El cuento del domingo; espacio de los domingos adaptando obras literarias latinoamericanas a la televisión y otras obras originales. 
En 1971, RTI Televisión entró a formar parte de la Organización de Televisión Iberoamericana (OTI).
En 1973, toma el nombre definitivo de Radio Televisión Interamericana tomando las siglas de «RTI» llamándose así como «RTI Televisión» como una unidad de apoyo técnico a la producción de programas en el que a su vez se mantuvo en las licitaciones de programadoras entre 1972 y 1991 operándose en la Cadena 1 y en la Cadena 2.
En 1975, se fundan los Estudios GRAVI junto con Caracol Televisión y Producciones PUNCH que quedaron ubicados en la calle 19 con carrera 4 en el centro de Bogotá y ahí es donde grabaron varias producciones y telenovelas de la televisión hasta 1996 cuando se mudaron a unas instalaciones que quedaron en Chapinero hasta el 2016.
En agosto de 1988, se creó la OTI Colombia, que fue un consorcio de programadoras que tenía la licencia para transmitir los Juegos Olímpicos, la Copa Mundial de fútbol y el Festival OTI de la Canción, para las programadoras de RTI Televisión, Caracol Televisión, RCN Televisión, Producciones PUNCH, Producciones JES y Datos y Mensajes (las mismas que estaban afiliadas a la Organización de Televisión Iberoamericana (OTI)).
RTI Televisión, produjo el exitoso sitcom Don Chinche y otras producciones como La tregua basada el la obra homónima de Mario Benedetti; Tiempo de morir, argumento de Gabriel García Márquez y que fue llevado al cine posteriormente; Testigo ocular, La tía Julia y el escribidor, basada en la novela homónima de Mario Vargas Llosa, El gallo de oro basada en la obra de Juan Rulfo; La pezuña del diablo, Los cuervos, entre otras.
En 1989 tuvo un primer intento no exitoso de convertirse en canal privado.
Entrando a los años 1990, RTI Televisión entra al mercado internacional de las telenovelas, y hace las siguientes producciones como Herencia maldita y Cuando quiero llorar no lloro más conocida como Los Victorinos que es una telenovela basada en la novela homónima de Miguel Otero Silva; En cuerpo ajeno siendo su mejor producción en 1992 pese al estricto racionamiento de energía de ese año y Dulce ave negra. 
En la licitación de 1991 se presentó a la licitación de la Cadena Uno y el Canal A y le salió favorecida en la Cadena Uno con 14 horas y media de programación al igual que Producciones JES, RCN Televisión y Caracol Televisión con mayor número de horarios adjudicados.
Durante la licitación que adjudicó los espacios de televisión entre 1992 y 1997, RTI Televisión se constituyó en una de las mayores concesionarias, operando en la Cadena Uno (hoy Canal 1).
El 12 de octubre de 1992 en alianza con Producciones Cinevisión, Caracol Televisión, Proyectamos Televisión y Universal Televisión, se llegó a transmitir el especial de los 500 años del Descubrimiento de América en la Cadena Uno y por el Canal A era cedido solo por RCN Televisión (esta es la segunda vez que estas seis programadoras se unen). 
Se destacaron otras producciones como Las aguas mansas, María Bonita, Clase aparte, Fuego verde, La viuda de Blanco, La mujer en el espejo, Yo amo a Paquita Gallego, entre otras. Se destacó igualmente el programa de concurso como Quiere Cacao que es presentado por Fernando González Pacheco y ¡Quac! El Noticero, que es un programa de humor de sátira política conducidos por Jaime Garzón y Diego León Hoyos.
En 1997 se presentó a la licitación de la Cadena Uno y el Canal A, saliendo favorecida en el Canal A con 14 horas de programación.
Durante la licitación que adjudicó los espacios de televisión entre 1998 y 2003, RTI Televisión se constituyó en una de las mayores concesionarias, operando en el Canal A.
Para 1998, OTI Colombia tendría un espacio para los dos canales públicos Cadena Uno y Canal A llamado Mundial OTI 1A que era un espacio para realizar las transmisión de la Copa Mundial de Futbol de 1998 y que uniría a las programadoras restantes como: RTI Televisión, Producciones PUNCH, Producciones JES y Datos y Mensajes, debido a que Caracol Televisión y RCN Televisión se retiraron de la OTI Colombia para realizar sus transmisiones de manera independiente, debido a que se preparaban para convertirse en canales privados. Luego entregarían sus espacios a la extinta Comisión Nacional de Televisión, y declararse en quiebra ante la llegada de los nuevos canales privados debido al retiro de gran parte de la torta publicitaria por parte de los mismos.
En 1999, con la aparición de los canales privados, RTI Televisión firma un acuerdo con Caracol Televisión para producir las producciones como La caponera (1999), Rauzán (2000), Gran hermano (2003) y El taxi (2005). 
En 2001, la alianza RTI-Caracol se extendió a Telemundo, cadena estadounidense para la comunidad hispana creando así la figura de «RTI Producciones». Mediante este convenio se produjeron Amantes del desierto (2001), Pasión de gavilanes (2003), Luzbel está de visita (2001), La venganza (2002), Ángel de la guarda mi dulce compañía (2003) y Sofía dame tiempo (2003). 
Además, también se estableció en 2003 la alianza RTI-Telemundo en Miami, en el que significó las producciones como Amor descarado (2003), Prisionera (2004), Anita, no te rajes (2004), El cuerpo del deseo (2005), Tierra de pasiones (2006), La viuda de Blanco (2006). Ese año, el centro de producciones en Miami se convirtió en Telemundo Studios Miami.
En 2004, RTI Televisión como programadora llegar tener una unión temporal con Programar Televisión para Canal Uno.
En 2005, Caracol Televisión abandonó el convenio de exclusividad con RTI Televisión para emitir sus producciones en Colombia, lo que le permitió a Citytv la realización hasta 2012 del reality show de Gran Hermano. Sin embargo se siguió emitiendo las producciones de RTI Televisión y Telemundo, como Te voy a enseñar a querer (2004), La mujer en el espejo (2004), La tormenta (2005), Decisiones (2006) y Amores de mercado (2006) y El Zorro: la espada y la rosa (2007), Victoria (2008), Doña Bárbara (2008), Bella Calamidades (2009), La traición (2010), Sin senos no hay paraíso (2010), y La reina del sur (2011).
Algunas de sus producciones realizadas en Colombia del convenio de exclusividad con Telemundo fueron Sin vergüenza (2007), La traición (2010), La diosa coronada (2010), El clon (2010) y La lotería (2010).
A mediados de 2007, se hicieron programas para Canal Uno como Adán y Ellas, Reportajes con Ramon Jimeno, Hola Escola, Rancho Hits, José Gabriel y el Noticiero de las 7 en alianza con CM& Televisión.
En octubre de 2007, RTI Televisión y Programar Televisión dejaron de ser programadoras, porque RTI Televisión se postuló como licitante para el tercer canal privado en conjunto con la Casa Editorial El Tiempo y el Grupo Planeta. Cuando el proyecto fue cancelado en 2010, pues la unión temporal de RTI Televisión-Programar Televisión regresaron pero sin tener espacios propios. 
En septiembre de 2009, NBC Universal, dueña de Telemundo, adquirió el 40% de las acciones de la productora, convirtiéndola en la segunda más grande de contenidos en español. 
En septiembre de 2009, la figura de «RTI Producciones», que fue creada a partir de una alianza estratégica con NBC Universal-Telemundo, el cual se adquirió el 40% de la productora como socio y finalizó en 2016 luego de 7 años. A raíz de esto, se especuló que tanto la empresa como su productora habían sido liquidadas, acabando así con 53 años de trayectoria y reconocimiento en la industria de la televisión colombiana.
En 2012 quiso entonces licitar en la prórroga de Canal Uno, pero por conflictos con su socio Programar Televisión se agravó, dando como resultado a que este consorcio fuera el único que no firmaría la prórroga, y permitiendo a que RTVC Sistema de Medios Públicos se quedara con el 25% restante de la programación. No quedaba la otra alternativa que producir contenidos para el ente público, pero por ser la productora socia de Televisa, decidieron no continuar definitivamente en el canal.
En 2012 se firmó un convenio de exclusividad con RCN Televisión, Televisa, UniMás y Televen, para producir Tres caínes para RCN Televisión, Las bandidas para Televisa y Televen y ¿Quién eres tú? para UniMás.
En 2014 adquirió los derechos de la serie estadounidense Dynasty para realizar su propia versión, titulada Dinastía en Colombia. En ese mismo año, el convenio con Caracol Televisión y Telemundo aun se mantenía, pues ya estaba puesta en marcha la serie La Viuda Negra que es una coproducción con Televisa de México, más el rodaje de otras series como El Chivo una adaptación de la novela de Mario Vargas Llosa, La fiesta del Chivo.
En 2016, RTI Televisión estuvo como una productora hasta el 30 de abril de 2017.
El 1 de mayo de 2017, RTI Televisión llega a estar como una empresa socio-inversionista de Plural Comunicaciones, como una programadora única de Canal 1 junto con CM& Televisión, NTC Televisión y HMTV1. Sin embargo en diciembre de 2022, RTI Televisión tenía un 20% de participación de la sociedad de Plural Comunicaciones junto a CM& Televisión y NTC Televisión en las que tenían un 20% de participación y HMTV1 en la tenía un 40% de participación; pues su participación fue vendida a la otra empresa socio-inversionista a HMTV1 en donde llegaron a ser un proveedor de contenidos junto con CM& Televisión y NTC Televisión en donde RTI Televisión fue un proveedor de contenidos hasta el 30 de septiembre de 2024.
El 1 de mayo de ese mismo año, sus estudios ubicados en Bogotá fueron vendidos en un 90% a la Constructora Amarilo, quienes en julio de 2017 iniciaron su demolición, para la construcción del proyecto inmobiliario Salamanca en el lugar.

### Expatriación de sus producciones
Debido a la fusión entre la figura de RTI Producciones y la norteamericana Telemundo en 2016, el archivo de la programadora; equivalente a un centenar de producciones fue llevado a una bodega en Miami, Estados Unidos, dado que eran un activo de la compañía colombiana. Pese a los esfuerzos de funcionarios de RTVC y de la Fundación Patrimonio Fílmico por convencer a los nuevos propietarios de dejar estas cintas en su suelo de origen que tuvieron ocasión frente a los muelles de migración internacional de El Dorado, dichas cintas acabaron expatriadas.

## Convenios de programadoras
RTI Televisión tuvo convenios de programadoras con Producciones PUNCH, a principios y finales de los 80s. y a principios y mediados de los 90s, también tenía convenios con Jorge Barón Televisión, Proyectamos Televisión, Producciones Cinevisión, Caracol Televisión, Tevecine y Universal Televisión (Uni TV).

## Presidentes
- Fernando Gómez Agudelo (1963-1993)
- Fernando Restrepo Suarez (1963-2012)
- Patricio Wills (2012-2024)

## Logotipos
| 1963 - 1979 | Cuando inició R.T.I. como programadora se usó este logo. Tres letras con fondo blanco las iniciales R.T.I. hasta 1979. |
| 1979 - 1990 | En 1979 cuando a Colombia llegó la televisión a color los logotipos son los siguientes: El color dorado con un cuadro en forma de una pantalla de televisión y las iniciales de R.T.I. A su vez aparece en la parte de abajo dentro del logo de R.T.I. dice Colombia pero en letras pegadas. Se usó hasta 1990 |
| 1990 - 2010 | En un cuadro azul aparecen las letras iniciales cursivas RTI con color gris, sombreado y en la parte de abajo dice «Colombia» en letra despegada y tipografía Friz Quadrata Bold. |
| Desde 2010  | El mismo logo pero en la parte de abajo dice «Producciones» en letra despegada. |